# 濱比嘉島
26°19′15″N 127°57′29″E / 26.32083°N 127.95806°E
濱比嘉島（日语：／ Hamahiga-jima、琉球語：／ ）是沖繩縣宇流麻市所屬的島。在琉球的傳說中，是琉球人誕生之處，至今仍祭祀阿摩美久、志仁禮久兩神。

## 概要
面積2.09km²、周圍7km、最高點是スガイ山的79m。名稱來自島的兩個行政區，濱區和比嘉區。
位於沖繩島的勝連半島東方4公里、1997年和平安座島以濱比嘉大橋連結。2000年現在人口是484人。

## 地理
島内，有濱、比嘉兩個行政區。濱區是濱聚落所構成，比嘉區比嘉聚落。

### 聚落
- 濱區
  - 濱
- 比嘉区
  - 比嘉
  - 兼久

### 其他
濱比嘉大橋開通後、能夠來往沖繩本島（Uターン）者增加，比嘉區也出現了リゾート飯店

## 學校
國小位於比嘉區、國中則位於濱區。
- 宇流麻市立比嘉小学校
- 宇流麻市立濱中学校

## 出身者
- 金城實 - 彫刻家

## 外部連結
1. ↑  沖縄の島面積 的存檔，存档日期2012-05-14.
2. 1 2 3   (PDF).   [2011-11-14]. （原始内容存档 (PDF)于2013-12-24）.